# Benutzerkennung
Eine Benutzerkennung (auch Benutzererkennung, englisch user identifier, UID, in Zusammenhang mit Online-Konten auch Benutzername) identifiziert an einem Computer oder in einem Online-Service (z. B. Onlinebanking, Social Media) eindeutig einen Benutzer bzw. ein (dem Benutzer zugeordnetes) Benutzerkonto. In der Regel ist dieser Benutzer eine natürliche Person, seltener eine Gruppe von natürlichen Personen.
Benutzerkennungen werden von Administratoren bzw. Generatoren vergeben (z. B. in Firmen und allgemein Organisationen), oder sie werden vom Benutzer selbst festgelegt (zumeist für Online-Konten), dann während der Selbstregistrierung und in diesem Zusammenhang häufig als Benutzername bezeichnet.
Im täglichen Sprachgebrauch wird die Benutzerkennung auch dem Benutzerkonto gleichgesetzt, auch wenn ein Benutzerkonto typischerweise mehr umfasst als nur die Benutzerkennung.

## Authentifizierung mittels Benutzerkennung
Die Eingabe der Benutzerkennung wird bei jeder Anmeldung am Computer oder einem Service angefordert. Sie ist in der Regel mit der zusätzlichen Eingabe eines Passworts zur Authentifizierung des Benutzers verbunden. Nach der Anmeldung sind alle Aktionen des Benutzers dem durch die Benutzerkennung identifizierten Benutzerkonto zugeordnet. Die Anmeldung bleibt aktiv bis zum Beenden der Sitzung. Das Abmelden kann, zum Beispiel bei Zeitüberschreitung, automatisch erzwungen werden. Vereinzelt wird neben der eigentlichen Identifikation auch noch das Passwort als zur Benutzerkennung zugehörig gesehen.

## E-Mail-Adresse als Benutzerkennung
Vielfach wird als Benutzerkennung eine E-Mail-Adresse verwendet. E-Mail-Adressen sind weltweit eindeutig, damit ist diese Benutzerkennung auch innerhalb eines Services eindeutig. Nahezu jede Person hat eine eigene E-Mail-Adresse, die sie kennt, so dass sie sich nicht für jedes Online-Konto eine andere Benutzerkennung merken muss. Zugleich kann mit der E-Mail-Adresse schon während der Selbst-Registrierung zumindest der Zugang zu derselben authentifiziert werden. Für den Fall, dass der Benutzer das Passwort vergessen hat, kann ihm mittels seiner E-Mail-Adresse eine andere Möglichkeit zur Authentifizierung angeboten werden.
Auch wenn eine selbstgewählte Benutzerkennung für ein Benutzerkonto gegeben ist, wird bei der Registrierung eine E-Mail-Adresse als Bestandteil des Benutzerkontos erfasst und authentifiziert. Das dahinterstehende E-Mail-Konto wird für die weitere Kommunikation mit dem Benutzer verwendet (z. B. Auftragsbestätigung, Ankündigung der Lieferung etc.). Die E-Mail-Adresse kann dann bei Logins als Alternative zu der Benutzerkennung (in diesem Zusammenhang häufig Benutzername genannt) verwendet werden.

## Alias für Benutzerkennung
Im Falle von vorgegebenen Benutzerkennungen erlauben einige Diensteanbieter, dass der Benutzer zusätzlich einen Alias selbst festlegen kann, mit dem er sich alternativ zur Benutzerkennung identifizieren kann. Ein Beispiel hierfür sind die Volks- und Raiffeisenbanken: Dort wird die Benutzerkennung als VR-Netkey oder VR-Kennung bezeichnet, ein Alias wird zusätzlich angeboten.

## Einsatz in UNIX-artigen Betriebssystemen
Unter POSIX-kompatiblen Betriebssystemen gibt das Kommando id Informationen zur eigenen Identität aus: Benutzername, Benutzerkennung (UID), Name der primären Benutzergruppe und Nummer der primären Benutzergruppe (GID).